# Comitatul Olmsted, Minnesota
Comitatul Olmsted se află în sud-estul statului Minnesota, Statele Unite ale Americii. Fondat în anul 1855, comitatul ocupă o suprafață de 1,695 km², dintre care 1,691 km² este uscat. Conform datelor furnizate de USCB, la recensământul din 2010, comitatul avea o populație de 144,248 locuitori cu densitatea de 73 loc./km².

## Localități
| Orașe                                                                                      | Districte urbane (Townships) | Districte urbane (Townships) | Localități neîncorporate                                                                                |                                 |
| ------------------------------------------------------------------------------------------ | --- | --- | --- | ------------------------------- |
| - Byron - Chatfield † - Dover - Eyota - Oronoco - Pine Island ‡ - Rochester - Stewartville | - Cascade Township - Dover Township - Elmira Township - Eyota Township - Farmington Township - Haverhill Township - High Forest Township - Kalmar Township - Marion Township | - New Haven Township - Orion Township - Oronoco Township - Pleasant Grove Township - Quincy Township - Rochester Township - Rock Dell Township - Salem Township - Viola Township | - Chester - Danesville - Douglas - Genoa - Pleasant Grove - Post Town - Potsdam - Ringe - Salem Corners | - Shanty Town - Simpson - Viola |